# Niederösterreichische Kommunalstrukturverbesserung
Die Niederösterreichische Kommunalstrukturverbesserung (auch NÖ. Kommunalstrukturverbesserung) war eine Gebietsreform in Niederösterreich in den Jahren von 1965 bis in die 1970er-Jahre, die auf die Gemeindezusammenlegung von Kleingemeinden zu Großgemeinden abzielte. Innerhalb weniger Jahre wurde so die Zahl der Gemeinden in Niederösterreich von 1652 auf 559 reduziert. Ab den 1980er-Jahren wurden einzelne Zusammenlegungen rückgängig gemacht, sodass es in Niederösterreich mit Stand 2011 573 Gemeinden gibt.

## Geschichte
Ein Großteil der niederösterreichischen Gemeinden, 1363 von 1652, zählte weniger als 1000 Einwohner. Das Projekt der Schaffung größerer Gemeinden wurde auf Landesebene durchgeführt. Anfangs ging es um freiwillige Zusammenlegungen, indem finanzielle Vorteile in Aussicht gestellt wurden. In weiterer Folge wurde mit dem Kommunalstrukturverbesserungsgesetz 1971 vom 3. November 1971 auch die zwangsweise Durchführung einer Zusammenlegung möglich.

## Beispiele für Zusammenlegungen
- Trautmannsdorf an der Leitha verhandelte 1965 mit Sarasdorf und Wilfleinsdorf über eine Zusammenlegung, das Vorhaben scheiterte am Widerstand Wilfleinsdorfs. Zum 6. August 1965 beschloss die Gemeindevertretung die Vereinigung mit Sarasdorf. Die Landesregierung genehmigte dies am 26. September 1967 zum Termin 1. Jänner 1968. Mit dem NÖ. Kommunalstrukturverbesserungsgesetz 1971 wurde verfügt, dass sich die Gemeinde Trautmannsdorf-Sarasdorf mit den Gemeinden Gallbrunn und Stixneusiedl zum 1. Jänner 1972 vereinigt.[3] Wilfleinsdorf wurde ein Teil von Bruck an der Leitha.
- Die Gemeinde Texingtal entstand 1971 aus den Gemeinden Texing, St. Gotthard und Plankenstein.[4]

## Beispiele für nachträgliche Korrekturen und Korrekturversuche

### Gemeindetrennungsansuchen
- 2009: Eine Trennung von Enzersdorf an der Fischa von Margarethen am Moos wurde abgelehnt, weil Margarethen am Moos damit von der Zahl der Bevölkerung her zu klein geworden wäre.[5]

### Gemeindetrennungen
- Am 1. Jänner 1971 wurden die Gemeinden Raach am Hochgebirge und Trattenbach zu Otterthal eingemeindet. Am 1. Jänner 1985 wurden diese beiden Gemeinden wieder selbstständig.[6] Grund war ein Erkenntnis des Verfassungsgerichtshofs.[7]
- Ab 1971 waren die Gemeinden Stratzing und Droß vereint und mit 1. Jänner 1993 wieder getrennt.
- 1972 wurden Gaubitsch und Unterstinkenbrunn zur Gemeinde Gartenbrunn vereinigt und zum 31. Dezember 1994 wieder getrennt.[8]
- 1972 wurde die Marktgemeinde Hirschbach zwangsweise mit der Marktgemeinde Kirchberg am Walde zusammengelegt. Dagegen setzte sich eine Hirschbacher Bürgerinitiative zur Wehr und zum 1. Jänner 1985 wurde Hirschbach wieder eine selbständige Gemeinde.[9]